# سباستیانو رانفاگنی
سباستیانو رانفاگنی (به انگلیسی: Sebastiano Ranfagni) (زادهٔ ۳ اوت ۱۹۸۸) شناگر اهل ایتالیا است.